# Maksim Marținkevici
Maxim Sergheievici Martsinkevici (rusă Макси́м Серге́евич Марцинке́вич, n. 8 mai 1984, Moscova, URSS – d. 16 septembrie 2020, Celiabinsk, Rusia), cunoscut sub apelativul Tesak (în rusă Satâr, Topor, Macetă), a fost un naționalist rus⁠(d), activist, vlogger, lider și cofondator al mișcării Restruct care s-a manifestat în țările post-sovietice.
Tesak a intrat în atenția mass-mediei ca lider al mișcării de tineret Format18⁠(d), „aripa militară” a Societății Național Socialiste⁠(d). Există numeroase subdiviziuni ale mișcării lui Martsinkevici, cea mai cunoscută fiind Occupy Pedophilia. Scopul acesteia era să lupte cu pedofilii și să răspândească convingerile neonaziste în rândul tinerilor ruși. Abordarea violentă susținută de Tesak și modul în care bărbații homosexuali erau atacați au fost criticate, însă acțiunile sale au condus la arestarea și condamnarea la închisoare a unui înalt funcționar din sistemul judiciar.
Martsinkevich a primit trei pedepse cu închisoarea pentru incitarea la ură rasială sau etnică⁠(d). Tesak a fost pus sub acuzare pentru prima dată în 2007 după ce a întrerupt dezbaterile politice în cadrul unui club de carte din Moscova după ce a strigat Sieg Heil și a efectuat salutul nazist. În 2009, a fost condamnat la trei ani de închisoare pentru realizarea unui videoclip cu conținut rasist. Amintirile lui Martsinkevich din perioada detenției sunt prezentate în cartea sa Restruct. După ce a fost eliberat din închisoare, Tesak era șomer, posta vloguri și îți câștiga existența taxându-i pe cei care fie participau la partidele sale de „vânătoare” de pedofili, fie prin participarea la cursuri despre viața în închisoare, cum să furi din magazin⁠(d) și alte subiecte. În toamna anului 2013, Tesak a fost din nou pus sub acuzare pentru publicarea de noi videoclipuri cu conținut rasist. Drept urmare, pe 15 august 2014 a fost condamnat la cinci ani de închisoare. La 11 noiembrie 2014, instanța a redus pedeapsa la doi ani și 10 luni.
Pe 27 iunie 2017, instanța districtuală Babushkinsky din Moscova l-a condamnat pe Martsinkevich la zece ani de închisoare într-o colonie de muncă⁠(d) pentru participarea sa la atacuri care vizau traficanți de etnobotanice.